# Armin Dassler
Armin Dassler (sinh 15 tháng 9 năm 1929 tại Herzogenaurach (Đức), mất 14 tháng 10 năm 1990 tại Herzogenaurach) ông là con trai của Rudolf Dassler, người sáng lập công ty thể thao Puma và cháu trai của người sáng lập Adidas, Adolf "Adi" Dassler.
Theo hướng của cha ông, Puma vẫn là một công ty tỉnh lẻ. Dưới sự chỉ đạo của Armin Dassler, đã làm nó trở thành công ty được biết đến trên toàn thế giới đến như ngày nay.